# Виллер-Семёз (кантон)
Вилле́р-Семё́з (фр. Villers-Semeuse) — кантон во Франции, находится в регионе Шампань — Арденны, департамент Арденны. Входит в состав округа Шарлевиль-Мезьер.
Код INSEE кантона — 0837. Всего в кантон Вилле-Семёз входит 9 коммун, из них главной коммуной является Виллер-Семёз.
Кантон был образован в 1982 году.

## Коммуны кантона
| Коммуна           | Население, чел. (1999) | Почтовый индекс | Код INSEE |
| ----------------- | ---------------------- | --------------- | --------- |
| Вивье-о-Кур       | 3 298                  | 08440           | 08488     |
| Виллер-Семёз      | 3 521                  | 08000           | 08480     |
| Виль-сюр-Люм      | 373                    | 08440           | 08483     |
| Жернель           | 335                    | 08440           | 08187     |
| Иссанкур-э-Рюмель | 371                    | 08440           | 08235     |
| Ла-Гранвиль       | 679                    | 08700           | 08199     |
| Люм               | 1 224                  | 08440           | 08263     |
| Сен-Лоран         | 910                    | 08090           | 08385     |
| Шарлевиль-Мезьер  | 55 490 (часть коммуны) | 08000           | 08105     |

## Население
Население кантона на 1999 год составляло 13 758 человек.
| 1962 | 1968 | 1975 | 1982 | 1990 | 1999   | 2006 | 2007 | 2008 |
| ---- | ---- | ---- | ---- | ---- | ------ | ---- | ---- | ---- |
| —    | —    | —    | —    | —    | 13 758 | —    | —    | —    |